# 岡三郎 (参議院議員)
岡 三郎（おか さぶろう、1914年3月5日 - 1999年2月16日）は、日本の政治家。参議院議員（3期、日本社会党）。日本教職員組合中央執行委員長。

## 経歴
山梨県出身。1933年山梨師範学校（現山梨大学教育学部）卒。山梨、神奈川の両県の小学校で教鞭を執った。戦後、教職員組合の結成に参加、神奈川教職員組合副委員長、日本教職員組合副委員長、同委員長となる。1953年の第3回参議院議員通常選挙で左派社会党から全国区に立候補して当選する。以来3回。国会内では参議院社会労働、文教、建設の各委員長を務め、党内では中央執行委員、神奈川県本部委員長などを歴任した。1962年、ILO日本労働主席代表。1965年の第7回参議院議員通常選挙から神奈川地方区に転じた。1971年の第9回参議院議員通常選挙には出馬せず引退した。1984年春の叙勲で勲二等旭日重光章受章。
1999年2月16日、老衰のため東京都練馬区の自宅で死去、84歳。死没日をもって正四位に叙される。